# Guillermo Fleming
Pour les articles homonymes, voir Fleming.
Guillermo Fleming (9 avril 1934 – 7 juillet 2020) est un footballeur international péruvien qui jouait au poste de milieu de terrain. Il est considéré comme l'une des idoles du Deportivo Municipal de Lima.

## Biographie

### Carrière en club
Guillermo Willy Fleming se distingue au sein du Deportivo Municipal dans les années 1960. Il remporte avec ce club le championnat du Pérou de 2e division en 1968 en compagnie de Hugo Sotil, grande figure du football péruvien. 
Il a également l'occasion de jouer pour d'autres clubs péruviens dont le Ciclista Lima en 1962, le KDT Nacional en 1963 ou encore le Porvenir Miraflores en 1967.

### Carrière en équipe nationale
International péruvien, Willy Fleming compte 15 capes en équipe nationale entre 1957 et 1962 (aucun but marqué). Il joue notamment deux championnats sud-américains en 1957 au Pérou (six matchs disputés) et en 1959 en Argentine (trois matchs).

## Palmarès
Deportivo Municipal
- Championnat du Pérou D2 (1) :
  - Champion : 1968.